# Michael Kukrle
Michael Kukrle, né le 17 novembre 1994, est un coureur cycliste tchèque.

## Biographie
En 2012, Michael Kukrle devient champion de République tchèque sur route juniors (moins de 19 ans). Après être passé chez les espoirs (moins de 23 ans), il court pour l'équipe amateur tchèque TJ Favorit Brno et l'équipe nationale tchèque. Pour la saison 2016, il devient membre de l'équipe continentale tchèque Whirlpool-Author, pour laquelle il court jusqu'en 2021. À partir de 2018, il décroche au moins un succès sur l'UCI Europe Tour chaque année, notamment en remportant le classement général de l'Okolo Jižních Čech en 2018 et le Dookoła Mazowsza en 2020. En 2021, lors des championnats nationaux élites organisés conjointement avec la Slovaquie, Kukrle devient pour la première fois champion de République tchèque sur route.
En août 2021, il participe  aux Jeux olympiques d'été de 2020 à Tokyo. Il termine 26e du contre-la-montre et 36e de la course en ligne, où il est membre de l'échappée du jour. Pour la saison 2022, il rejoint l'UCI ProTeam russe Gazprom-RusVelo. Après que l'équipe a perdu son enregistrement auprès de l'UCI en réponse à l'invasion russe de l'Ukraine, Gazprom-RusVelo est exclu des compétitions et Kurkle décide de retourner dans son ancienne équipe Elkov-Kasper fin mars. Il débute par une victoire d'étape sur le Circuit des Ardennes international et remporte le classement général du Tour du Loir-et-Cher.

## Palmarès
| - 2012 - Champion de République tchèque sur route juniors - 2016 - Champion de République tchèque sur route par équipes - 2e de Velká Bíteš-Brno-Velká Bíteš - 2e du championnat de République tchèque du contre-la-montre espoirs - 3e du Visegrad 4 Bicycle Race - GP Czech Republic - 2017 - Tour de Vysočina : - Classement général - 4e étape - 1re étape du Czech Cycling Tour (contre-la-montre par équipes) - 2018 - Prologue du Grand Prix cycliste de Gemenc - 3e étape du Czech Cycling Tour - Okolo Jižních Čech - 2e du Grand Prix cycliste de Gemenc - 2e de Croatie-Slovénie - 3e du championnat de République tchèque du contre-la-montre - 2019 - 3e du Czech Cycling Tour - 2020 - Dookoła Mazowsza : - Classement général - 3e étape | - 2021 - Champion de République tchèque sur route - Brno-Velká Bíteš-Brno - Mémorial Henryk Łasak - 3e du Visegrad 4 Bicycle Race - GP Slovakia - 2022 - 2e étape du Circuit des Ardennes international - Tour du Loir-et-Cher - Tour du Pays de Montbéliard : - Classement général - 1re étape - 3e du Mémoriał Jana Magiery - 2023 - Mémorial Henryk Łasak - Mémorial Jana Magiery - 2e étape du Tour du Frioul-Vénétie julienne - 3e de l'Okolo Jižních Čech - 2024 - 2e du Tour de Szeklerland - 3e de la Cupa Max Ausnit |

## Classements mondiaux
| Année                                 | 2016  | 2017  | 2018 | 2019 | 2020 | 2021 | 2022 | 2023 |
| ------------------------------------- | ----- | ----- | ---- | ---- | ---- | ---- | ---- | ---- |
| Classement mondial                    | 1480e | 1361e | 445e | 641e | 312e | 302e | 362e | 578e |
| UCI Europe Tour                       | 993e  | 886e  | 266e | 477e | 258e | 255e | 291e | nc   |
|                                       |       |       |      |      |      |      |      |      |
| Légende : nc = non classéSource : UCI |       |       |      |      |      |      |      |      |